# Projet Stargate
Ne doit pas être confondu avec The Stargate Project.
Le projet Stargate est le nom de code d'un des sous-projets du gouvernement fédéral des États-Unis ayant pour objet d'investiguer la réalité et les applications potentielles, tant militaires que civiles, des phénomènes psychiques, plus particulièrement la « vision à distance », une capacité à « voir » psychiquement des évènements, des lieux ou des informations à grande distance.
Ces projets ont été actifs des années 1970 à 1995, et ont suivi la recherche psychique précoce effectuée à l'Institut de recherche de Stanford (SRI), la Société américaine pour la Recherche Psychique et d'autres laboratoires de recherche psychique. En 1995, le projet a été transféré à la CIA et une évaluation rétrospective des résultats a été faite. La CIA a contracté l'American Institutes for Research pour une évaluation.
Le 30 juin, avant que l'évaluation de l'AIR ne commence, la CIA a fermé le projet Stargate.

## Historique
Malgré les origines douteuses des données sur le paranormal (rumeurs et désinformation dans le cadre de la guerre froide),, la CIA et le renseignement militaire, au début des années 1970, ont décidé d'enquêter. Différents sous-programmes ont été approuvés chaque année et refinancés en conséquence. Des rapports ont été faits biannuellement au Sénat et à la Chambre des représentants en comité restreint.

## Le projet Stargate
Le projet Stargate a développé un ensemble de protocoles scientifiques pour l'étude de la clairvoyance et du voyage astral. L'expression « vision à distance » est apparue pour décrire cette approche plus structurée de la clairvoyance.
Selon Joseph McMoneagle, une mission était confiée au projet Stargate après que toutes les autres méthodes ou approches de renseignement eurent échoué. 
À son apogée, Stargate comptait pas moins de 14 laboratoires de recherche sur la vision à distance.
22 sujets psi, observateurs à distance, militaires ou civils fournissant des données, auraient participé à ce projet. À la fermeture du projet en 1995, ce nombre aurait chuté à trois. Les sujets auraient eu raison dans 20 % des cas traités[réf. nécessaire].
Le 30 juin, la CIA a fermé le projet Stargate invoquant un manque de preuves documentées ainsi que l'absence totale de valeur pour la communauté du renseignement. Une analyse du professeur Jessica Utts a relevé un effet statistiquement significatif, avec des sujets doués d'une notation de 5 % à 15 % de plus que le hasard, bien que les rapports soumis comprenaient une grande quantité d'informations non pertinentes ; de plus, quand les rapports semblaient ciblés, ils étaient au contraire de nature vague et générale.
Ray Hyman a fait valoir que la conclusion de Utts à propos de l'ESP (Extra-Sensory-Perception) s'est révélée correcte, notamment dans la précognition qui est considérée comme prématurée et dont les résultats n'ont pas encore été reproduits de façon indépendante.
Time magazine a déclaré en 1995 que trois voyants travaillaient encore à plein temps avec un budget annuel de 500 000 dollars à Fort Meade, Maryland.

## Revendications du «RV» précognition
Selon les ouvrages de deux promoteurs des phénomènes paranormaux : The Ultimate Machine Time par Joseph McMoneagle et Reading the Enemy's Mind: Inside Star Gate America's Psychic Espionage Program par Paul H. Smith, des cas confirmés d'objectifs futurs lus par les visionneurs à distance de Stargate comprennent, :
En 1979, la prévision de la date du lancement d'un nouveau sous-marin qui aurait été confirmée par photo satellite à la mi-janvier 1980, accréditerait la prédiction de Paul H. Smith et McMoneagle faite plusieurs mois à l'avance.
À la lecture de l'attaque sur la frégate l'USS Stark dans le Washington Post du 17 mai 1987, Paul H. Smith était convaincu que sa vision à distance, trois jours plus tôt, avait révélé une attaque sur un navire de guerre américain, y compris l'emplacement, la méthode ainsi que le motif grâce à la précognition.
La session de « visualisation » du navire de guerre américain était d'environ 30 pages, comprenant la rédaction, des dessins de l’événement.
Il existe un cas civil d'usage de la vision à distance, classifié,. Les notes de cette affaire ont été publiées et auraient donné par la suite le film Suspect Zero.

## Certains membres clés du personnel du projet

### Major général Albert Stubblebine

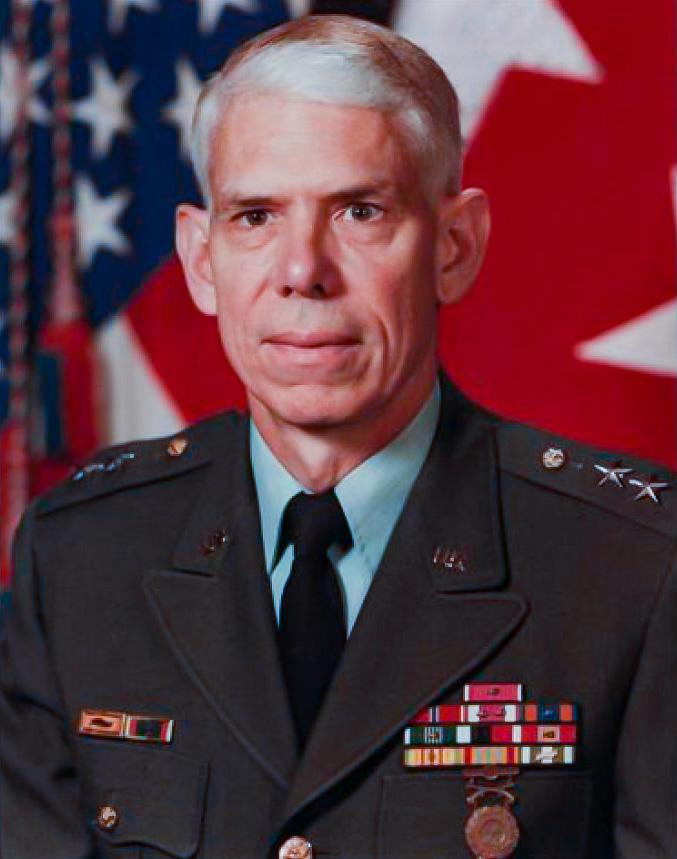
Albert Stubblebine.

Il fut un promoteur clé de la recherche en interne à Fort Meade et était convaincu de la réalité d'une grande variété de phénomènes psychiques, le conduisant à même essayer de traverser les murs.
Au début des années 1980, il était responsable du renseignement de l'armée, au cours desquelles le projet de vision à distance a commencé dans l'armée.
Certains commentateurs ont confondu un « Projet Jedi », qui aurait été dirigé par les forces spéciales principalement hors de Fort Bragg, avec Stargate.
Stubblebine a été mis à la retraite et le nouveau commandant de INSCOM, le major général, (grade équivalent à celui de général de division en France) Harry Soyster, avait la réputation d'être contre tout ce qui peut être considéré comme paranormal.

### Ingo Swann
Ingo Swann est connu pour ses possibilités alléguées de visions à distance utilisées par le gouvernement américain. Le fonctionnement de son cerveau a été étudié par le Docteur Michael Persinger, professeur de psychologie à l’Université Laurentienne du Canada : on a demandé à Swann de se servir de ses dons pour identifier des objets placés dans une pièce éloignée après l’avoir branché à un appareil EEG ; aux moments où Swann arrivait à voir ses objets, son cerveau manifestait des activités électriques cérébrales considérables dans le lobe occipital droit, partie du cerveau liée à la vue. Son lobe pariéto-occipital de l’hémisphère droit, partie du cerveau qui reçoit les stimuli sensoriels et visuels, apparaît hypertrophié sur les examens d’IRM. Le Docteur Michael Persinger a montré que le cerveau de Sean Harribance, autre sujet doué pour la vision à distance, présentait les mêmes singularités morphologiques et électriques au niveau de la région pariéto-occipitale droite sur les coupes IRM et enregistrement EEG que celles d'Ingo Swann.
Il fut testé initialement dans la « phase UN » des expériences OOBE-Beacon « RV » à la Société américaine pour la Recherche Psychique, sous le directeur de la recherche Dr Karlis Osis.
Un ancien OT VII scientologue, qui aurait inventé le terme de « vision à distance » comme une dérivation du protocole initialement développé par René Warcollier, ingénieur chimiste français au début du XXe siècle, documenté dans le livre Mind to Mind.
La réalisation de Swann était de se libérer du moule classique de l'expérimentation et de l'épuisement du candidat, afin d'élaborer un ensemble viable de protocoles qui mettent la clairvoyance dans un cadre nommé « Coordinate Remote Viewing » (CRV).
Dans une lettre de 1995, Ed May a écrit qu'il n'avait pas utilisé Swann pendant deux ans parce qu'il y avait des rumeurs de sa révélation quant à l'implication d'une personne hautement accréditée au SAIC, sur la vision à distance et les aliens, ETs.
Bien que Swann était un bon récepteur, il y en eut deux qui étaient meilleurs.

### Keith Harary
Né le 9 février 1953, testé initialement à La Société américaine pour la Recherche Psychique, sous directeur de la recherche, Karlis Osis, en tant qu'adolescent, pendant la « phase II » de l'EHC-Beacon « RV » expériences, au cours de la période SCANATE du Programme Stargate.
Il rejoindra plus tard l'équipe VR du SRI du Stanford Research Institute et contribua à affiner et mettre en place un autre protocole de vision à distance, pour examen et étude.

### Pat Price
Décédé le 4 juillet 1975
Un ancien officier de police de Burbank, CA qui a participé à un certain nombre d'expériences de vision à distance à l'époque de la guerre froide, y compris dans les programmes SCANATE et le projet Star financés par le gouvernement américain.
Travaillant sur des cartes et des photographies qui lui étaient fournies par la CIA, Price a prétendu avoir été en mesure de récupérer des informations sur des installations derrière les lignes soviétiques.
Il est probablement mieux connu pour ses croquis de grues et les portiques qui semblaient conformes aux photographies de renseignement de la CIA.
À l'époque, ses dires ont été pris au sérieux par la CIA.
En plus de sa participation dans les expériences de visualisation à distance, Price considérait que des aliens avaient créé quatre bases souterraines sur Terre.
Il a donné des rapports sur ces endroits à Harold E. Puthoff, anciennement de SRI International, le chercheur scientifique principal du projet SCANATE.
Il a travaillé quelque temps aux côtés de / en concurrence avec Ingo Swann (en).

### Joseph McMoneagle
McMoneagle affirme qu'il avait une mémoire remarquable des événements très tôt dans son enfance. Il a grandi entouré par l'alcoolisme, les abus et la pauvreté.
Enfant, il avait des visions de petits lapins qui venaient à lui, le soir, pour le consoler quand il était seul et effrayé, et a commencé à aiguiser ses capacités psychiques à son adolescence pour sa propre protection, quand il faisait du stop au bord de la route. Il s'est enrôlé pour s'enfuir. McMoneagle est devenu un expérimentateur de vision à distance alors qu'il servait dans l'US Army Intelligence.

### Lyn Buchanan
Buchanan était sergent, amené par le général Stubblebine pour deux raisons principales : premièrement, il était censé posséder des capacités extraordinaires de télékinésie et deuxièmement, grâce à son expertise en logiciels informatiques. Cela le rendait exceptionnellement qualifié pour être le gestionnaire de base de données du projet Stargate. Dans ce rôle, Buchanan a eu l'occasion de travailler avec les principaux membres de l'unité, et en possession de l'analyse statistique des données de session, il fut en mesure d'évaluer correctement l'exactitude des données obtenues en sessions. Après avoir quitté les forces, Buchanan a fondé « Problèmes> Solutions> Innovations » et contacté Mel Riley pour travailler pour son entreprise. Il continue à donner des cours particuliers.

### Frederick «Skip» Atwater
Officier de l'INSCOM (United States Army Intelligence and Security Command) à Ft. Meade, il était le fonctionnaire chargé des opérations militaires de 1978 jusqu'à sa retraite en 1987.
En 2007 Atwater a été interviewé pour TAPS Paramagazine par Dennis « DJ » Mikolay.

### Mel Riley
Riley était un sergent de l'armée ayant pris sa retraite en 1991.
Riley a été remarqué pour être capable de décrire ce qui se cachait sous des objets sur des photographies aériennes[réf. nécessaire].
En 1984, l'unité CRV avait seulement quelques voyants à distance formés, et Riley a été transféré à l'unité. Riley a été présenté dans le documentaire sorti en 1995 par la BBC intitulé The Real X-Files (« Les véritables X-Files »).
Il a raconté des expériences de vie passées comme Amérindiens et continue d'être impliqué dans la culture amérindienne.

### Paul H. Smith
Smith est un major retraité de l'armée américaine et officier du renseignement.
Il fut l'une des cinq personnes formées en tant que sujet prototype d'essai du protocole d'Ingo Swann de développement psychique CRV en 1983. À la fermeture du programme de vision à distance de l'armée au Centre Lane, Smith a été ré-assigné à l'unité Sun Streak de vision à distance de la Defense Intelligence Agency, qui devint plus tard StarGate.
Il a été le principal auteur de ce qui est connu aujourd'hui comme le « CRV Manual ». Son but était simplement de servir de guide et de référence pour la terminologie et il a permis de montrer au législateur curieux comment avaient été dépensés des millions de dollars.
Swann a écrit à Smith lui donnant son approbation pour la rédaction d'un manuel.
Smith a publié des articles sur la vision à distance dans UFO Magazine, et sur la radiesthésie et la vision à distance dans The American Dowser, la revue trimestrielle de la Société américaine des radiesthésistes.
Son livre Reading the Enemy's Mind: Inside Star Gate: America's Psychic Espionage programme a été le livre bonus du Reader's Digest de mars 2006 comme The Most Secret Agent (l'agent le plus secret),.
Dans son livre, Smith raconte au lecteur qu'il y a « ceux qui peuvent plier des cuillères avec leur esprit » et affirme qu'il a consulté à distance l'avenir, qu'il s'est bilocalisé, qu'il a quelques doutes quant à la place des souvenirs extraordinaires de ses collègues voyants à distance, qu'il montre qu'il croit dans les enseignements d'Ingo Swann, son honnêteté et sa version des événements, et soutient le potentiel militaire de la vision à distance.
Smith accuse la peur des bureaucrates de la prise de risque, les données sélectives et les sceptiques à l'esprit étroit pour la clôture de StarGate.

### Ed Dames
Comme le rôle de Dames était destiné à être tant surveillant de session qu'analyste en aide à Fred Atwater plutôt que visionneur à distance, il ne reçut aucune formation officielle en vision à distance.
Après son affectation à l'unité de vision à distance, fin janvier 1986, il a été utilisé pour « diriger » les visionneurs à distance (en tant que moniteur) et fournir une formation et des séances de pratique pour le personnel visionneur.
Il s'est rapidement forgé la réputation de pousser la vision à distance à l'extrême, avec des sessions ayant pour cible Atlantis, Mars, les OVNIS, et les aliens. Il a été un invité plus de 30 fois à l'émission de radio Coast to Coast AM. Après avoir quitté l'unité, Dames a créé une société, Psi Tech, dans l'espoir de vendre des prestations de visualisation à distance,  mais il eut peu de clients.  Il a emménagé à Albuquerque, au Nouveau-Mexique, arguant que les déserts voisins abritaient une civilisation martienne cachée.  Il a prédit aux médias locaux que les extraterrestres sortiraient de leurs habitations du désert, en août 1992.

### David Morehouse
David Morehouse est entré dans l'unité de vision à distance du DIA en 1987. En dépit d'être désigné par ses supérieurs comme « destiné à porter l'étoile », il donne sa démission en 1995 après sa décision d'écrire Psychic Warrior, un livre dans lequel il détaille ses expériences alléguées de vision à distance dans le projet Stargate. Il est directeur des productions de David Morehouse, et sa compagnie a formé 15 000 civils aux techniques de la vision à distance.